# Ramaria sesiana
Ramaria sesiana är en svampart som beskrevs av Schild 1989. Ramaria sesiana ingår i släktet Ramaria och familjen Gomphaceae.   Inga underarter finns listade i Catalogue of Life.